# Gabat
Gabat település Franciaországban, Pyrénées-Atlantiques megyében. Lakosainak száma 276 fő (2022. január 1.). Gabat Aïcirits-Camou-Suhast, Amendeuix-Oneix, Arbouet-Sussaute, Ilharre és Labets-Biscay községekkel határos.

## Népesség
A település népességének változása:
| Lakosok száma | 231  | 235  | 247  | 256  | 267  | 270  | 273  | 278  | 276  |
|               | 2013 | 2015 | 2016 | 2017 | 2018 | 2019 | 2020 | 2021 | 2022 |